# Banc Investigator
Le banc Investigator (en anglais Investigator Shoal, en malais  Terumbu Peninjau, en tagalog Kulumpol ng Pawikan ('Groupe de tortues de mer'), en vietnamien Bãi Thám Hiểm, en mandarin Yúyà ànshā (en sinogramme traditionnel 榆亚暗沙)), est un atoll des îles Spratleys en mer de Chine méridionale situé au sud-ouest de Dangerous Ground.

## Géographie
Le banc Investigator est un atoll émergé à marée basse ayant une longueur totale de 32,1 kilomètres et une largeur allant jusqu'à 10,6 kilomètres.
C'est un grand atoll en forme de massue avec le manche étroit pointant vers l'ouest. La superficie totale de l'atoll est d'environ 205 km2. Le lagon mesure jusqu'à 45 mètres de profondeur,.
Quelques gros rochers à l'extrémité ouest pourraient être visibles à marée haute. Moins de la moitié des récifs est émergée par plaques ; les sections restantes se trouvent à profondeurs de 5 à 18 mètres. Les récifs asséchant à marée basse se trouvent le long du côté nord de l’atoll.

## Histoire
L'atoll a été exploré par le navire HMS Investigator (en) au début du XIXe siècle. Le navire a donné son nom au banc constituant un danger pour la navigation.

## Revendication de souveraineté
C'est l'une des zones des îles Spratleys occupées par la Malaisie. La Marine royale malaisienne y entretient une « station navale offshore » appelée « station Papa » depuis 1999,.
L'atoll est revendiqué par les Philippines et le Viêt Nam ainsi que la république populaire de Chine et Taïwan selon la démarcation de la ligne en neuf traits.